# Mujercitas (película de 2019)
Mujercitas (en inglés Little Women) es una película dramática estadounidense de 2019 escrita y dirigida por Greta Gerwig. Protagonizada por Saoirse Ronan, como Jo March —junto a Emma Watson, Florence Pugh, Eliza Scanlen, Laura Dern, Timothée Chalamet, Meryl Streep, Tracy Letts, Bob Odenkirk, James Norton, Louis Garrel y Chris Cooper—, narra la vida de las hermanas Meg, Jo, Amy y Beth March, en Concord, Massachusetts, durante el siglo XIX. Es la séptima adaptación cinematográfica de la novela homónima de 1868 de Louisa May Alcott.
Gerwig altera cronológicamente la trama de la obra y alterna pasajes de los primeros años de las niñas con su vida profesional, con la intención de hacer una nueva visión de la novela tras 150 años, haciendo hincapié en el subtexto feminista de la obra.  En la nueva versión, además, se fusiona el texto original con la vida de Louisa May Alcott, de quien Jo era una especie de alter ego.
Sony Pictures inició el desarrollo de la película en 2013, Amy Pascal se incorporó para producir en 2015 y Gerwig fue contratada para escribir su guion al año siguiente. Usando otros escritos de Alcott como inspiración, Gerwig escribió el guion en 2018. Fue nombrada directora ese mismo año, tras su triunfo con Lady Bird, y es la segunda película dirigida por la directora, nominada a los Premios Óscar en 2018. La filmación se llevó a cabo de octubre a diciembre de 2018 en el estado de Massachusetts, y la edición comenzó el día después del final de la filmación.
Mujercitas se estrenó en el Museo de Arte Moderno de la ciudad de Nueva York el 7 de diciembre de 2019 y se estrenó en cines en los Estados Unidos el 25 de diciembre de 2019 por Sony Pictures Releasing. La película recibió elogios de la crítica, con elogios especiales por el guion y la dirección de Gerwig, así como por las actuaciones del elenco, y recaudó 216 millones de dólares en todo el mundo. Entre sus numerosos elogios, la película recibió seis nominaciones a los Premios de la Academia, incluyendo Mejor Película, Mejor Actriz (Ronan), Mejor Actriz de Reparto (Pugh), Mejor Banda Sonora y Mejor Guion Adaptado, y ganó el Premio al Mejor Diseño de Vestuario. También recibió nominaciones para los Premios BAFTA y los Globos de Oro.

## Argumento
En 1868, Jo March, profesora de la ciudad de Nueva York, acude al Sr. Dashwood, un editor que acepta publicar una historia que ha escrito. Su hermana menor, Amy, que está en París con la tía March, asiste a una fiesta con su amigo de la escuela y vecino, Theodore «Laurie» Laurence. Amy se enoja por el comportamiento de Laurie, que se encuentra ebrio y se burla de ella por su intención de casarse con el rico empresario Fred Vaughn. En Nueva York, Jo se siente herida cuando Friedrich Bhaer, un profesor enamorado de ella, critica constructivamente sus escritos, lo que hace que dé por terminada su amistad. Después de enterarse por una carta de que la enfermedad de su hermana menor Beth ha empeorado, Jo regresa a su casa en Concord, Massachusetts.
Siete años antes, en una fiesta con su hermana mayor, Meg, Jo se hace amiga de Laurie. La mañana de Navidad, la madre de las niñas, «Marmee», las convence para que den su desayuno a su pobre vecina, la señora Hummel, y a sus hijos hambrientos. Cuando regresan a casa, encuentran una mesa llena de comida que les trajo su vecino y abuelo de Laurie, el Sr. Laurence. Marmee les da a sus hijas una carta de su padre, que lucha en la guerra civil estadounidense. Jo visita regularmente a la tía March para leerle, con la esperanza de que la tía March la invite a viajar por Europa.
Cuando Meg, Jo, Laurie y John Brooke –el tutor de Laurie y futuro esposo de Meg–, van al teatro, Amy celosa, quema los manuscritos de Jo. A la mañana siguiente, Amy, quiere reconciliarse con Jo, la persigue mientras Jo va con Laurie hasta un lago donde patinan. Laurie y Jo salvan a Amy tras hundirse en el agua fría de invierno. El Sr. Laurence invita a la pequeña Beth a tocar el piano de su difunta hija en su casa.
De vuelta al presente, Meg habla con su marido, John, tras comprar una tela tan cara que no podían pagar y le expresa su decepción por ser pobre. En Europa, Laurie visita a Amy –quien ha decidido abandonar su carrera como pintora– para disculparse por su comportamiento de la noche anterior y le ruega que no se case con Fred, y que acepte su propia petición de matrimonio. Aunque está enamorada de Laurie, Amy se niega, molesta por ser siempre segundo plato, tras la negativa que Jo le dio a Lauire ante la misma petición. Aun así, Amy rechaza la propuesta de Fred y acepta la de Laurie.
Jo recuerda cuando tuvo que cortarse el pelo para que su madre pudiese viajar a Nueva York a cuidar de su padre, que había sido herido en guerra. Por entonces el Sr. Laurence regaló su piano a Beth y descubrieron que la niña  había contraído la escarlatina, posiblemente en casa de los Hummel. Para evitar contraer la enfermedad, Amy es enviada a quedarse con la tía March, quien le aconseja que mantenga a su familia formalizando un buen matrimonio. Beth se recupera a tiempo para la Navidad del pasado, durante la cual su padre también regresa a casa Meg y John Brooke se comprometen. Jo intenta convencerla de que huya, pero Meg expresa su alegría por casarse con John. La tía March anuncia su viaje por Europa, pero se lleva a Amy en lugar de Jo. Tras la boda, Laurie le propone matrimonio a Jo, quien lo rechaza y le explica que no quiere casarse.
En el presente, John pide a Meg que convierta la cara tela en un vestido si le hace feliz. Meg revela que la había vendido y le asegura que es feliz tal y como viven. Tras el empeoramiento, Beth fallece. Marmee informa a la familia de que Amy regresa de Europa con una tía March enferma. Jo se pregunta a sí misma si se apresuró a rechazar la proposición de matrimonio de Laurie y le escribe una carta. Amy se prepara para abandonar Europa y le dice a Laurie que ha rechazado la propuesta de Fred; se besan y luego se casan en el viaje de retorno a casa. Jo y Laurie acuerdan ser solo amigos, y se deshace de la carta que le escribió y no llegó a enviar. Jo comienza a escribir una novela basada en la vida de ella y sus hermanas y envía los primeros capítulos a un poco impresionado Sr. Dashwood. Bhaer sorprende a Jo al presentarse en la casa March camino a California.
En Nueva York, el Sr. Dashwood acepta publicar la novela de Jo pues sus propias hijas exigen saber cómo termina la historia, pero se niega a aceptar que la protagonista permanezca soltera al final. Para apaciguarlo, Jo termina su novela con la protagonista, ella misma, impidiendo que Bhaer se vaya a California. Negocia con éxito derechos de autor y regalías con el Sr. Dashwood. Tras el fallecimiento de la tía March, Jo hereda su casa y la abre como una escuela para niñas y niños, donde enseñan Amy, Meg, John y Bhaer. Jo observa la impresión de su novela, titulada Mujercitas.

## Reparto
- Saoirse Ronan como Josephine "Jo" March.

- Emma Watson como Margaret «Meg» March.
- Florence Pugh como Amy March.
- Eliza Scanlen como Elizabeth «Beth» March.
- Laura Dern como Marmee March.
- Timothée Chalamet como Theodore «Laurie» Laurence.
- Louis Garrel como Friedrich Bhaer.
- Meryl Streep como Tía March.
- Bob Odenkirk como el padre de la familia March.
- Tracy Letts como el Señor Dashwood.
- James Norton como John Brooke.
- Jayne Houdyshell como Hannah.
- Chris Cooper como el Señor Laurence.
- Abby Quinn como Annie Moffat.

## Producción

### Desarrollo y casting
En octubre de 2013, se anunció que una nueva adaptación cinematográfica de la novela Mujercitas de Louisa May Alcott estaba en desarrollo en Sony Pictures, con Olivia Milch escribiendo el guion y Robin Swicord y Denise Di Novi como productoras. En marzo de 2015, Amy Pascal se unió como productora de la nueva adaptación, y Sarah Polley fue contratada para escribir el guion y potencialmente dirigir. En última instancia, la participación de Polley nunca fue más allá de las discusiones iniciales. En agosto de 2016, Greta Gerwig fue contratada para escribir el guion. En junio de 2018, Gerwig fue anunciada como la directora de la película además de ser su guionista. Se había enterado de los planes de Sony para adaptar el libro en 2015 e instó a su agente a que la pusiera en contacto con el estudio, admitiendo que si bien ella «no estaba en la lista de nadie para dirigir esta película», era algo a lo que aspiraba hacer, citando cómo el libro la inspiró a convertirse en escritora y directora. Además de ser la primera película de estudio de Gerwig que dirigió, Mujercitas fue su segundo esfuerzo como directora en solitario.
También se anunció en junio de 2018 que Meryl Streep, Emma Watson, Saoirse Ronan, Timothée Chalamet y Florence Pugh habían sido elegidos para papeles no revelados. Gerwig había trabajado con Ronan y Chalamet en su primera película como directora en solitario, Lady Bird, mientras buscaba elegir a Pugh después de ver su actuación en la película Lady Macbeth. Eliza Scanlen, a quien Gerwig vio protagonizar la miniserie Sharp Objects, se unió al elenco al mes siguiente. James Norton y Laura Dern fueron elegidos en agosto. Ese mismo mes, Emma Watson se unió al elenco, reemplazando a Stone, quien tuvo que abandonar debido a conflictos de programación con la promoción de La Favorita. En septiembre, Louis Garrel, Bob Odenkirk y Chris Cooper se unieron al elenco en papeles secundarios. New Regency Pictures fue anunciado como un financiador adicional de la película en octubre.

### Escritura
Gerwig comenzó a escribir el guion durante un viaje a Big Sur, California, luego de la ceremonia de los Premios de la Academia 2018, utilizando como inspiración las cartas y diarios de Alcott, así como «pinturas de mujeres jóvenes del siglo XIX». También se inspiró en las otras historias de Alcott para los diálogos. Gerwig escribió muchas líneas de diálogo superpuestas que se «leerían una encima de la otra». Además, afirmó que un monólogo de la película se inspiró en una conversación que tuvo con Streep sobre «los desafíos que enfrentaban las mujeres en el Década de 1860». Para «enfocar la película en [sus personajes] como adultos», Gerwig incorporó una línea de tiempo no lineal. El final difiere del de la novela al describir «los placeres de un romance dentro de una historia sobre Alcott realizando sus ambiciones artísticas», que Gerwig creía que honra la verdadera visión de Alcott dado que Alcott tenía que «satisfacer las expectativas narrativas de la época».

### Diseño de vestuario
La película requirió «aproximadamente 75 trajes de época principales», cada uno de los cuales tomó «aproximadamente 40 horas» para crear. La diseñadora de vestuario, Jacqueline Durran, combinó «un espíritu de vestuario libre» y «la rigidez victoriana tradicional» al vestir a los personajes. Queriendo hacer que «la ropa vintage pareciera codiciada para el espectador moderno», combinó «etiquetas de lana» con «faldas a cuadros de muy buen gusto», «capas largas de color carmesí» y «gorras de vendedor de periódicos». Distinguió los guardarropas de la infancia y la edad adulta de los personajes teniendo en cuenta «la lógica interna de cada uno» y manteniendo «la conexión entre los dos», y a cada personaje se le asignó un «color central», incluido el rojo para el personaje de Ronan, el verde y el lavanda para Watson, marrón y rosa para Scanlen y azul claro para Pugh. También hizo que los personajes compartieran y reutilizaran las mismas piezas de vestuario para reforzar sus relaciones entre ellos. Además de diseñar el personaje de Ronan con «vestidos holgados de algodón» y «faldas de lana lisas», incorporó «referencias modernas» y utilizó «un joven Bob Dylan», la subcultura Teddy Boy y la pintura del artista francés James Tissot. El círculo de la Rue Royale como inspiración para estilizar el de Chalamet.

### Filmación y edición

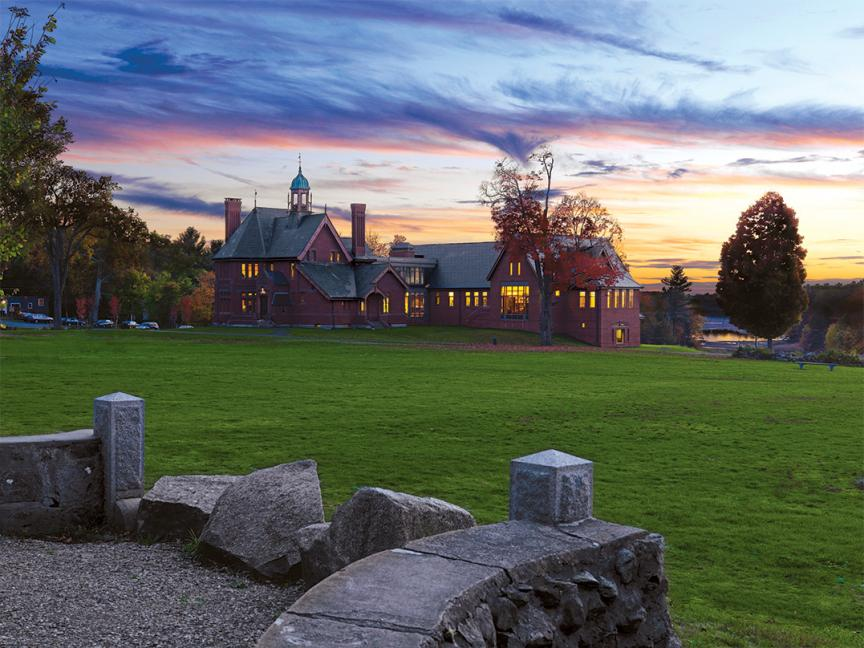
La filmación tuvo lugar principalmente en Harvard, Massachusetts.

El elenco, con la excepción de Pugh debido a sus compromisos de filmación con la película Midsommar, comenzó los ensayos de la película dos semanas antes de la filmación. La fotografía principal comenzó en Boston en octubre de 2018, con Harvard, Massachusetts, como ubicación principal. Las ubicaciones adicionales incluyeron Lancaster, la Universidad de Harvard en Cambridge, Crane Beach en Ipswich y Concord, todas en el estado de Massachusetts. La casa de la familia March se construyó desde cero en un terreno en Concord, mientras que el Arnold Arboretum de Harvard se utilizó para rodar una escena ambientada en un parque de París del siglo XIX con Pugh, Chalamet y Streep. Castle Hill en Ipswich también se utilizó para duplicar las escenas europeas. El director de fotografía Yorick Le Saux filmó la película en formato de 35 mm.
Gerwig descubrió que estaba embarazada durante la producción y lo mantuvo en privado durante todo el proceso. También impuso la prohibición de los teléfonos móviles en el set durante el rodaje. Después de terminar la fotografía principal el 16 de diciembre de 2018, Gerwig comenzó a editar la película junto con el editor Nick Houy al día siguiente y luego la proyectó para los ejecutivos de Sony Pictures en la ciudad de Nueva York el 10 de marzo de 2019, tres días antes de dar a luz a un hijo.

## Estreno
El 19 de junio de 2019, Vanity Fair lanzó las primeras imágenes fijas, y el avance oficial se lanzó el 13 de agosto. Mujercitas tuvo su estreno mundial en el Museo de Arte Moderno de la ciudad de Nueva York el 7 de diciembre de 2019, y también se proyectó para inaugurar el Festival Internacional de Cine de Río de Janeiro el 9 de diciembre. Fue estrenada en cines en los Estados Unidos el 25 de diciembre de 2019 por Sony Pictures Releasing. Deadline Hollywood informó que Sony gastó aproximadamente $70 millones en la promoción de la película.
Mujercitas estaba programada originalmente para un estreno en cines en China el 14 de febrero de 2020, pero esto se descartó debido a la pandemia de COVID-19. La película fue lanzada digitalmente el 10 de marzo de 2020 y en DVD y Blu-ray el 7 de abril. En mayo, Variety informó que una vez más estaba destinado a ser lanzado en China en una fecha no especificada después de la pandemia. La película se estrenó en Dinamarca y Japón en junio después de que ambos países reabrieran sus salas de cine luego de cierres pandémicos. Finalmente fue lanzada en China el 25 de agosto.

## Recepción

### Taquilla
Mujercitas recaudó $108.1 millones en los Estados Unidos y Canadá, y $108.5 millones en otros países, para un total mundial de $216.6 millones, contra un presupuesto de producción de $40 millones. En abril de 2020, Deadline Hollywood calculó su beneficio neto en 56 millones de dólares.
En los Estados Unidos y Canadá, la película se estrenó junto con Spies in Disguise y la expansión de Diamantes en Bruto, y se proyectaba que recaudaría entre 18 y 22 millones de dólares en 3308 salas durante su fin de semana de estreno de cinco días. Ganó $6.4 millones el día de Navidad y $6 millones en su segundo día, y pasó a debutar con $16.8 millones (un total de $29.2 millones durante el período de cinco días de Navidad), terminando en cuarto lugar. En su segundo fin de semana, la película recaudó $13.6 millones, terminando tercero. Luego ganó $7.8 millones y $6.4 millones, respectivamente, los siguientes fines de semana.
En junio de 2020, la película recaudó 495000 dólares y 255000 dólares durante su primer fin de semana en Japón y su segundo fin de semana en Dinamarca, respectivamente. Ese mismo mes, superó los $100 millones en la taquilla internacional luego de lanzamientos en otros 12 mercados. La película ganó $4.7 millones durante los primeros seis días de su lanzamiento en agosto de 2020 en China.

### Crítica
Mujercitas recibió críticas en su mayoría positivas tanto por parte del público y la crítica en general. En el sitio web del agregador de reseñas Rotten Tomatoes, la película tiene una calificación de aprobación del 95% basada en 403 reseñas, con una calificación promedio de 8.54/10. El consenso de los críticos del sitio web dice: «Con un elenco estelar y un recuento inteligente y sensible de su material original clásico, Mujercitas de Greta Gerwig demuestra que algunas historias son verdaderamente atemporales». En Metacritic, tiene una puntuación media ponderada de 91 sobre de 100, sobre la base de 57 críticas, lo que indica «aclamación universal». Las audiencias encuestadas por CinemaScore le dieron a la película una calificación promedio de «A–» en una escala de A+ a F, y los espectadores encuestados por PostTrak le dieron un promedio de cinco de cinco.
Escribiendo para IndieWire, Kate Erbland destacó la «ambiciosa narración elíptica» de Gerwig y elogió su dirección por no ser ni «torpe» ni «sermoneadora». Anthony Lane de The New Yorker dijo que «puede que sea la mejor película hecha hasta ahora por una mujer estadounidense». Lindsey Bahr, de Associated Press, también elogió la dirección de Gerwig, considerándola un «logro asombroso» y una «declaración de artista». Al premiar la película con tres y medio de cuatro, Brian Truitt de USA Today elogió la escritura de Gerwig como «magnífica» y dijo que «hace que el tiempo y el lenguaje de Alcott se sientan efervescentemente modernos y auténticamente nostálgicos». Mick LaSalle, que escribe para el San Francisco Chronicle, le dio a la película una crítica mixta, en la que elogió la dirección de Gerwig pero criticó la línea de tiempo no lineal y los personajes «presumidos».
Los críticos elogiaron las actuaciones del elenco, con David Rooney de The Hollywood Reporter destacando su «encantador trabajo de conjunto», y Alonso Duralde de TheWrap diciendo que no hubo «un solo momento artificial» de ninguno de los actores. Caryn James de BBC Online calificó la actuación de Ronan de «luminosa», y Leah Greenblatt de Entertainment Weekly sugirió que «lleva casi todas las escenas en las que se encuentra». David Sims de The Atlantic destacó la actuación de Pugh, escribiendo que convirtió a su personaje en «una heroína tan rica y convincente como [Ronan]», mientras que Clarisse Loughrey de The Independent declaró que Pugh «se las arregla para robar el show». En su reseña para NPR, Justin Chang elogió las actuaciones de Ronan y Pugh como «increíblemente buenas». Chalamet también fue elogiado por Peter Travers de Rolling Stone y Ann Hornaday de The Washington Post por el «encanto innato y la vulnerabilidad conmovedora», así como la «fisicalidad lúdica» en su actuación.
Si bien la película en general recibió seis nominaciones al Premio de la Academia, Gerwig no fue nominada a Mejor Director, lo que se consideró un desaire. Allison Pearson de The Daily Telegraph calificó esto como un «estándar completamente nuevo de idiotez», y opinó que «menosprecia la experiencia de las mujeres», mientras que Dana Stevens de Slate teorizó que los miembros de la Academia creen que «las mujeres solo pueden tener un pequeño reconocimiento», como un regalo «y que Gerwig» ahora puede ser ignorada con seguridad «ya que anteriormente había sido nominada para Lady Bird». Escribiendo para Los Angeles Times, los psicólogos sociales Devon Proudfoot y Aaron Kay concluyeron que el desaire se debió a una «tendencia psicológica general a ver sin saberlo el trabajo de las mujeres como menos creativo que el de los hombres».

### Premios y nominaciones
En la 92.ª edición de los Premios de la Academia, Mujercitas recibió seis nominaciones, incluyendo Mejor Película, Mejor Actriz (Ronan), Mejor Actriz de Reparto (Pugh) y Mejor Guion Adaptado, y ganó el Premio al Mejor Diseño de Vestuario. La película también recibió nueve nominaciones en los Premios de la Crítica Cinematográfica 2019, ganando como Mejor Guion Adaptado, cinco nominaciones en los Premios BAFTA 2019, y dos en los Premios Globo de Oro 2019. Fue elegida por el American Film Institute como una de las diez mejores películas del año.